# Juniperus recurva
Juniperus recurva (яловець висячий) — вид хвойних рослин родини кипарисових.

## Поширення, екологія
Країни проживання: Афганістан; Бутан; Китай (Тибет, Юньнань); Індія (Ассам, Гімачал-Прадеш, Джамму та Кашмір, Сіккім, Уттар-Прадеш); М'янма; Непал; Пакистан. Росте у високих гірських і до субальпійських хвойних лісів, разом з Abies або Picea і з підліском з рододендроном, Rhododendron, Salix, Cotoneaster, Berberis, Lonicera, Spiraea, Potentilla. Діапазон висот: 2500–4500 м. Поширений в скелястих районах (наприклад, морени) або на альпійських луках, посипаних валунами, як правило, на кременистих породах. У західній провінції Юньнань цей вид є піонером після руйнівних лісових пожеж.

## Морфологія
Кущ або дерево до 10 м у висоту. Крона широко конічна. Гілки розлогі й злегка відігнуті. Кора сіро-коричнева, розшаровані в тонкі смужки. Листки голчасті, ростуть по 3, 3–6 мм завдовжки, до 1 мм в ширину, різко загострені, з 2 білими смугами зверху. Чоловічі й жіночі шишки на тому ж або на різних деревах. Фрукти яйцеподібні, 8–10 мм завдовжки, темно-пурпурно-коричневі, дозрівають на другий рік. Насіння поодиноке.

## Використання
У своїх рідних країнах цей вид використовується для деревини, а також як декоративне дерево в садах монастирів і храмів. Деревина та листя спалюються для пахощів в буддійських храмах. У М'янмі [Бірмі] деревина великих дерев використовується для виготовлення трун. Це один з небагатьох ялівців, які вимагають гарну кількість опадів і процвітає найкраще в морському, прохолодному, але м'якому кліматі.

## Загрози та охорона
У північно-західній провінції Юньнань, вирубка лісів і лісозаготівлі скоротили площу. Цей вид зустрічається в кількох ПОТ.